# Universidad de Música y Arte Dramático de Viena
La Universidad de Música y Arte Dramático de Viena (en alemán: Universität für Musik und darstellende Kunst Wien, abreviado MDW) es una universidad austríaca situada en Viena que se fundó en 1819. 
La cantidad de estudiantes asciende a más de 3000. Es la mayor institución de Austria de este tipo y una de las mayores del mundo. 
En 1819, se estableció la Gesellschaft der Musikfreunde (Sociedad de Amigos de la Música), y se estatalizó en 1909 como Akademie für Musik und darstellende Kunst. Desde 1970 hasta 1998 se denominó Hochschule für Musik und darstellende Kunst y en 1998 adquirió su nombre actual para reflejar su estatus universitario, obtenido en una amplia reforma efectuada en 1970 de las academias de artes austríacas.

## La universidad
La institución cuenta con 24 institutos incluyendo el Seminario Max Reinhardt, la Academia de Cine de Viena y los institutos Wiener Klangstil.  
Las instalaciones de MDW incluyen el teatro del Palacio de Schönbrunn, la sala de Antonio Vivaldi, el Convento Salesiano, La Iglesia de Santa Úrsula, Lothringerstrasse (Sala Franz Liszt) y la Plaza Anton Von Webern Platz (campus principal de la universidad).
La universidad organiza aproximadamente diez competiciones, incluyendo la Competición Internacional de Piano Beethoven. También presenta un festival de cine aclamado por los estudiantes cada dos años. 
La MDW puede considerarse una fuente de alimentación para las mayores orquestas de Austria, con un vínculo especial con la Orquesta Filarmónica de Viena.

## Historia
En 1808 comenzaron a alzarse las voces en pro de un conservatorio de música en Viena. En 1811 se publicó un "plan para una institución de educación musical" para Viena. Un año más tarde, se creó Gesellschaft der Musikfreunde (Sociedad para los Amigos de la Música), con el objetivo de crear un conservatorio. El Conservatorio de Viena se fundó en 1817. La idea inicial era ser una réplica del Conservatorio de París, pero por falta de fondos comenzó únicamente como escuela de canto. Antonio Salieri fue el primer director del conservatorio. En 1819, contrató al violinista Joseph Böhm, y en 1827 ofrecía cursos en la mayoría de instrumentos orquestales.
La situación financiera del conservatorio era muy inestable. Los costes de matrícula se introdujeron en 1829, pero la institución llegó a la bancarrota en 1837. El estado aportó fondos al conservatorio entre 1841 to 1844 y entre 1846 y 1848. En 1848 Agitaciones políticas provocaron que el estado dejara de financiar el conservatorio, y el conservatorio no volvió a ofrecer cursos de nuevo hasta 1851. Con ayuda del estado y de la ciudad, las finanzas se estabilizaron de nuevo en 1851. A pesar del aumento de los subsidios estatales, la Sociedad de Amigos de la Música siguió controlando la institución. Sin embargo, el 1 de enero de 1909 el conservatorio fue nacionalizado por resolución imperial para pasar a denominarse Akademie für Musik und darstellende Kunst (Academia Imperial de Música y Arte Dramático). Hasta entonces la institución se denominaba Konservatorium der Gesellschaft der Musikfreunde (Conservatorio de la Sociedad de Amigos de la Música). 
Hasta 1844, fecha en la que Gottfried Preyer, profesor de armonía y composición se convirtió en director, el director no había sido miembro de la faculta, sino miembro de la Sociedad de Amigos de la Música. Joseph Hellmesberger fue director de la institución entre 1851 y 1893. 
En 1907 Wilhelm Bopp se hizo cargo del conservatorio, si bien el mismo estaba aún dominado por Robert Fuchs y Hermann Grädener, ambos de los cuales, especialmente Fuchs, consideraban a Bopp una persona anacrónica y falta de tacto. En 1912 con el ánimo de rejuvenecer el conservatorio, Bopp ofreció puestos de enseñanza a Franz Schreker y Arnold Schoenberg. Schoenberg declinó la oferta, pero Schreker la aceptó. Sus labor como maestro la realizó de forma tan satisfactorio que se el ofreció un puesto en enero de 1913 como profesor.
Bopp también jugó un papel decisivo en la nacionalización del conservatorio en 1909. La administración de la academia recibió recibiría a partir de entonces un presidente elegido por el estado, así como un director artístico y una junta directiva.
Cuando finalizó la Segunda Guerra Mundial, la Academia Estatal fue reorganizada de nuevo. El presidente Karl Ritter von Wiener dimitió y el director de orquesta Ferdinand Löwe fue elegido director por los maestros. In 1922, Joseph Marx tomó las riendas de la institución con el objetivo de que la Academia recibiera el estatus de universidad.
Después del Anschluss, muchos maestros y estudiantes fueron expulsados por motivos raciales. En 1941, se convirtió en una Universidad del Reich (Reichshochschule). Tras la Segunda Guerra Mundial, la institución volvió a convertirse en una Academia Estatal. En el proceso de Desnazificación, 59 maestros fueron expulsados; y en noviembre de 1945, 16 fueron reintegrados. Sólo 5 de los maestros expulsados en 1938 fueron reintegrados.
Gracias a las leyes introducidas en 1948 y 1949 la institución consiguió el estatus de "Academia de Artes ". En 1970, la "Ley para la Organización de las Escuelas de Arte" finalmente concedería a las academias de arte el estatus de universidad, y en 1998 el título de "Academia de Artes" fue actualizado por "Universidad de Arte".
Algunos famosos alumnos de la institución son Mariss Jansons, Herbert von Karajan, Zubin Mehta, Erwin Ortner, Barbara Moser Heinrich Schiff o Donald Covert.

## Maestros de renombre del pasado
- Anton Bruckner
- Robert Fuchs
- Arnold Schoenberg: no fue miembro de la facultad pero impartió un curso teórico privado en 1911[2]
- Franz Schreker
- Josef Krips
- Ludwig Streicher

## Alumnos de renombre
| - Claudio Abbado - Barbara Albert - Christian Altenburger - Felipe Aguirre - Franz Bauer-Theussl - Johanna Beisteiner - Achim Benning - Rudolf Buchbinder - Friedrich Cerha - Donald Covert - María Dueñas - George Enescu - Ivan Eröd - Lester Jose Olivas Espinoza - Carl Flesch | - James Allen Gähres - Karl Goldmark - Robert Gulya - Wolfgang Holzmair - Joseph Joachim - Herbert von Karajan - Angelika Kirchschlager - Leon Koudelak - Fritz Kreisler - Gustav Mahler - Zubin Mehta - Barbara Moser - Felix Mottl - Rafael J. Navarro | - Antonio Neumane - Arthur Nikisch - Erwin Ortner - Peter Planyavsky - Carole Dawn Reinhart - Hans Richter - Sophie Rois - Hans Rott - Kurt Rydl - Wolfgang Sauseng - Heinrich Schiff - Kurt Schwertsik - Ulrich Seidl - Hossein Shahzad | - Jean Sibelius - Mauricio Sotelo - Mitsuko Uchida - Hugo Wolf |